# Мејерсвил (Мисисипи)
Мејерсвил (енгл. Mayersville) град је у америчкој савезној држави Мисисипи.

## Демографија
По попису из 2010. године број становника је 547, што је 248 (-31,2%) становника мање него 2000. године.
| Група             | 2000.       | 2010.       |
| Белци             | 94 (11,8%)  | 54 (9,9%)   |
| Афроамериканци    | 700 (88,1%) | 488 (89,2%) |
| Азијати           | 0 (0,0%)    | 0 (0,0%)    |
| Хиспаноамериканци | 1 (0,1%)    | 4 (0,7%)    |
| Укупно            | 795         | 547         |